# Hymenophyllum hirtellum
Hymenophyllum hirtellum är en hinnbräkenväxtart som beskrevs av Olof Peter Swartz. Hymenophyllum hirtellum ingår i släktet Hymenophyllum och familjen Hymenophyllaceae.

## Underarter
Arten delas in i följande underarter:
- H. h. gratum
- H. h. vicentinum